# Emma Andijewska

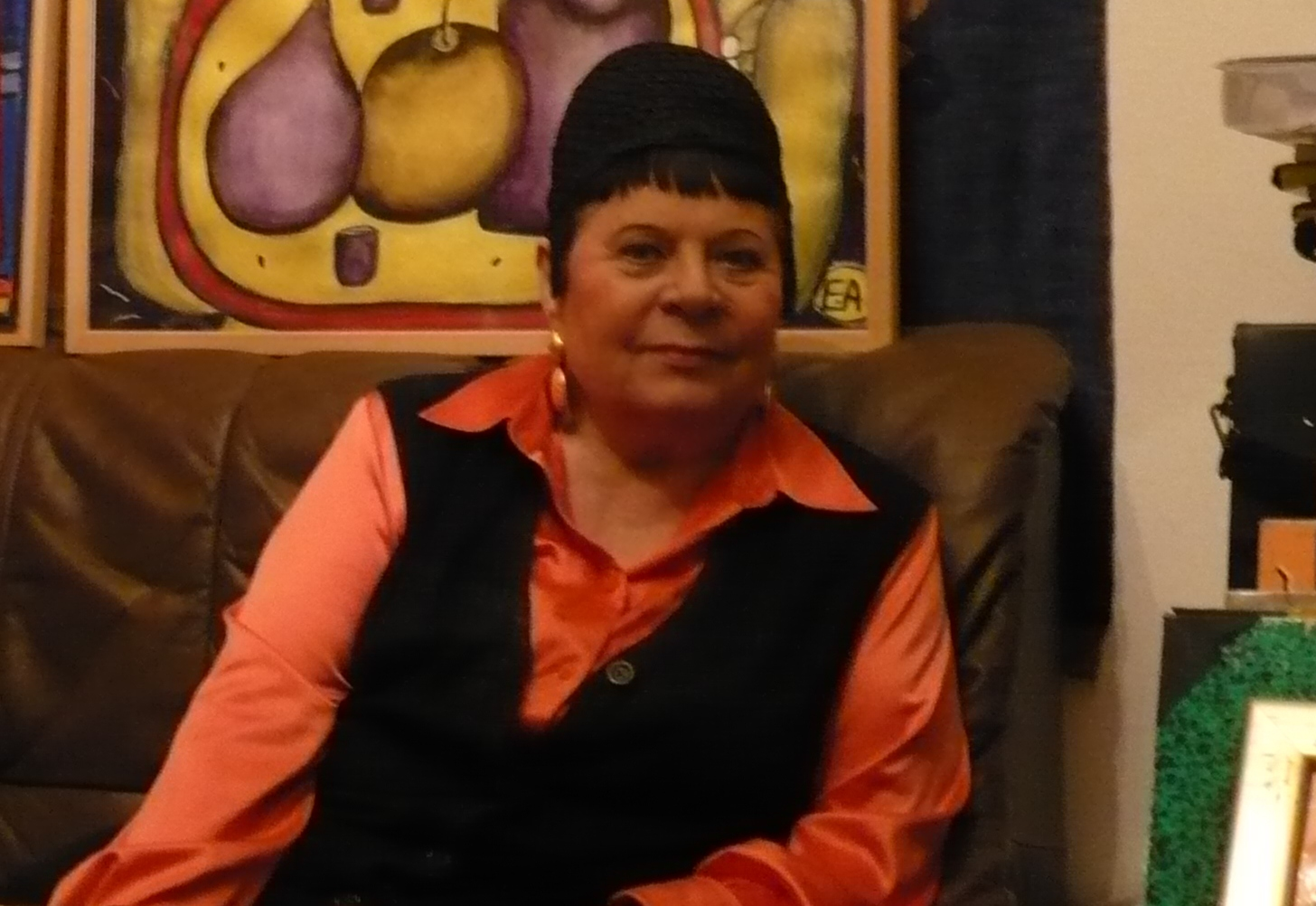
Emma Andijewska (2008)

Emma Andijewska (ukrainisch Емма Андієвська; * 19. März 1931 in Donezk, Ukrainische SSR) ist eine ukrainische Dichterin, Schriftstellerin und Malerin. Sie ist Mitglied des Ukrainischen Schriftstellerverbandes, des ukrainischen P.E.N.-Clubs, der Freien Akademie in München und des BBK.
Seit 1943 lebt Andijewska im Westen, hauptsächlich in Deutschland. Die meisten ihrer Werke erschienen seit 1961 in München, danach in New York als Sonderbände im Emigranten-Verlag „Sutschasnist“ (Die Gegenwart).

## Leben
Emma Andijewska wurde am 19. März 1931 in Stalino (heute Donezk) geboren. Ihr Vater war ein Chemiker und Erfinder, die Mutter hatte Landwirtschaft studiert. Wegen häufiger Erkrankungen besuchte Emma Andijewska die Schule nicht regelmäßig und lernte überwiegend zuhause. Wegen der angegriffenen Gesundheit ihres Kindes zog die Familie 1937 nach Wyschhorod und 1939 nach Kiew. Dort erlebten sie auch den Beginn des Zweiten Weltkrieges. Nachdem die Rote Armee Ende 1943 das von den Deutschen besetzte Kiew zurückeroberte, wurde Andijewskas Vater ohne Prozess hingerichtet, da man befürchtete, dass er seine Arbeiten an die Deutschen übergeben würde. Ihre Mutter flüchtete mit ihren Kindern nach Deutschland, dort lebten sie nach dem Krieg unter anderem in der britischen Besatzungszone Berlins, wo Andijewska drei Jahre mit Tuberkulose der Wirbelsäule im Krankenhaus verbrachte. Ende 1949 zog die Familie nach Mittenwald und später nach München.
1957 schloss Andijewska die Ukrainische Freie Universität in München mit einem wissenschaftlichen Grad in Philosophie und Philologie ab. Das Thema ihrer Diplomarbeit, betreut von Wolodymyr Derschawin, war Annäherungen an die Grundfragen der modernen ukrainischen Metrik.
1957 übersiedelte die Familie in die USA und ließ sich in New York nieder. Obwohl Andijewska während ihrer New Yorker Zeit formell der New Yorker Gruppe der ukrainischen Literatur in der Emigration angehörte, finden sich in ihrem Werk thematisch und stilistisch kaum Gemeinsamkeiten mit der Gruppe. Das Werk Andijewskas wird dagegen dem Surrealismus und Hermetismus zugeordnet.
1959 heiratete sie den ukrainischen Literaturkritiker, Essayisten und Schriftsteller Iwan Koscheliwetz; 1962 erhielt sie die amerikanische Staatsbürgerschaft. Von 1955 bis 1995 war Andijewska als Sprecherin und Redakteurin der ukrainischen Redaktion von Radio Free Europe in München tätig.
Andijewska lebt und arbeitet in München.

## Auszeichnungen
- 1983 Antonowytsch-Preis für ihren „Roman über die menschliche Bestimmung“[5]
- 2002 Orden der unabhängigen Zeitschrift Ji für den intellektuellen Mut
- 2003 Internationaler Literaturpreis Triumf
- 2018 Taras-Schewtschenko-Preis

## Literarische Werke

### Auf Ukrainisch erschienen

#### Gedichtsammlungen
- «Poesija» (Dichtung, Neu-Ulm 1951)
- «Narodzhennja idola» (Die Geburt eines Götzen, New York 1958)
- «Ryba i rozmir» (Fisch und Dimension, New York 1961)
- «Kuty opostin'» (Ecken hinter der Wand, New York 1963)
- «Perwni» (Elemente, München 1964)
- «Bazar» (Jahrmarkt, München 1967)
- «Pisni bez tekstu» (Lieder ohne Texte, München 1968)
- «Nauka pro zemlju» (Wissenschaft von der Erde, München 1975)
- «Kavarnja» (Café, München 1983)
- «Spokusy svjatoho Antonija» (Die Versuchung des hl. Antonius, München 1985)
- «Wihilii» (Vigilien, München 1987)
- «Arhitekturni ansambli» (Die Architekturensembles, 1989)
- «Znaky. Tarok» (Zeichen – Tarot, Kiew 1995)
- «Mezhyritschja» (Zwischenstromland, Kiew 1998)
- «Segmenty snu» (Traumsegmente, München 1998)
- «Villy nad morem» (Villen über dem See, Kiew 2000)
- «Atraktsiony z orbitamy i bez» (Attraktionen mit Umlaufbahnen und ohne, Lemberg 2000)
- «Chvyli» (Wellen, Kiew 2002)
- «Chid konem» (Ein Zug mit dem Pferd, Kiew 2004)
- «Pohljad z krutschi» (Ein Blick vom Felsen, Kiew 2006)
- «Rozhevi kazany» (Rosarote Töpfe, Kiew 2007)
- «Fulguryty» (Fulguriten, Kiew 2008)

#### Kurzprosa
- «Podorozh» (Reise, München 1955; Kiew 1994)
- «Tyhry» (Tiger, New York 1962)
- «Dzhalapita» (Djalapita, New York 1962)
- «Kazky» (Märchen, Paris – Lemberg – Zwickau 2000)
- «Problema holovy» (Ein Kopfproblem, Lemberg 2000)

#### Romane
- «Herostraty» (Die Herostraten, München 1971)
- «Roman pro dobru ljudynu» (Roman vom guten Menschen, München 1973; Kiew 1993)
- «Roman pro ljuds'ke pryznatschennja» (Roman über die menschliche Bestimmung, München 1982; Kiew 1992)

### In deutscher und englischer Übersetzung
- Märchen. Übersetzung Irena Katschaniuk-Spiech, Books on Demand 2021, ISBN 978-3-7534-4137-5
- Hans Thill (Hrsg.): Vorwärts, ihr Kampfschildkröten. Gedichte aus der Ukraine. mit Werken von Emma Andijewska, Jurij Andruchowytsch, Natalka Bilozerkiwez, Andrij Bondar, Oleh Lyscheha, Serhij Zhadan. Wunderhorn 2006, ISBN 3-88423-259-2
- Auszüge aus Tiger in: Emma Andijewska, The Melon Patch (PDF; 116 kB)
- Auszüge aus Reise in: Emma Andijewska, Bying a Demon, from The Journey
- Emma Andijewska, Tale about the Vampireling Who Fed on Human Will (PDF-Datei; 35 kB)
- A Novel about a Good Person. Edmonton; Toronto: CIUS Press 2017, ISBN 978-1-894865-49-4
- Freie Verse beim Literaturportal Bayern

## Vorlass
Der literarische und künstlerische Vorlass von Emma Andijewska wird künftig im Archiv der Monacensia in München verwahrt.